# Hammenhög
Hammenhög es un lugar de Escania, Suecia. Situado en el municipio de Simrishamn. Está en el sudeste de Escania.

Tiene 835 habitantes.

## Enlaces
- Hammenhög.com (en sueco)

- Datos: Q2428380